# Château de Montsabert
Le château de Montsabert est un monument du XIVe siècle, situé en Anjou, sur le territoire de la commune de Coutures dans le département de Maine-et-Loire, au sud de la Loire entre Angers et Saumur.

## Historique
Au XIVe siècle, le château de Montsabert appartenait en 1332 à Guy de Pommerieux, seigneur de Pommérieux en Mayenne angevine. Le fief était dans la mouvance de la baronnie de Trèves.
Par la suite, le château passa à Jeanne de Laval-Tinténiac († 1437 ; son oncle paternel, Guy Ier de Laval-Loué († 1388), avait épousé Jeanne de Pommerieux († 1396), fille de Guy de Pommerieux). En 1371, elle apporta ce bien en dot lors de son mariage avec le connétable Bertrand du Guesclin (vers 1320-1380).

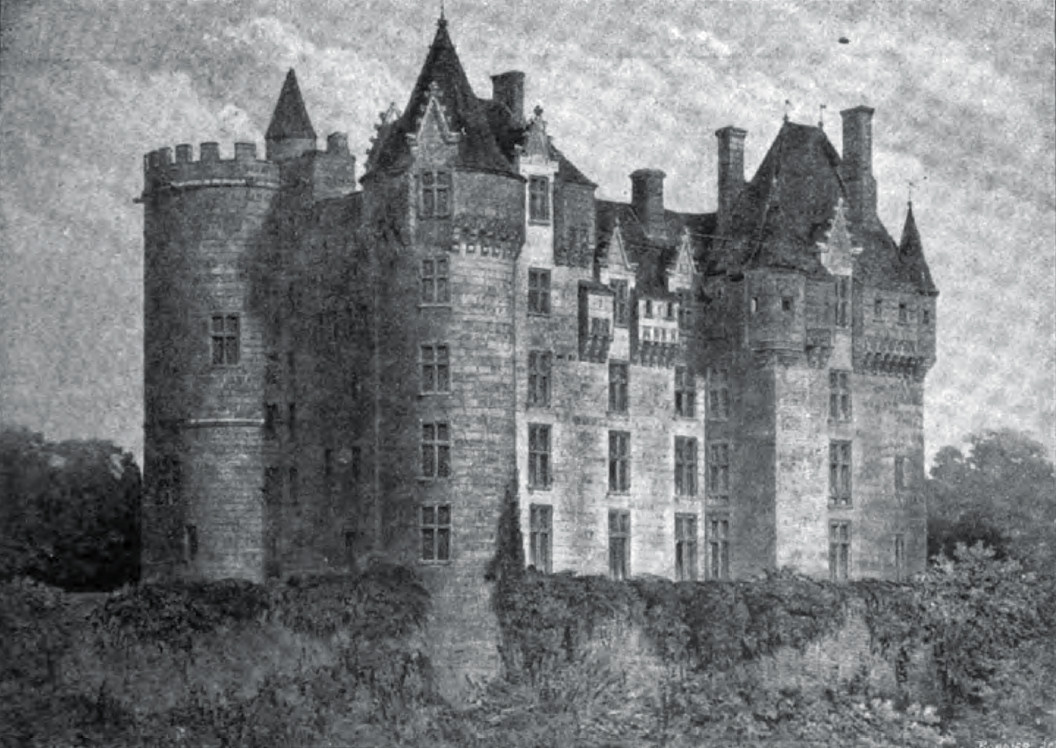
Chateau de Montsabert.

Entre 1374 et 1380, du Guesclin apporta d'importantes modifications au château. En prévision d'une éventuelle attaque de la part des Anglais, en cette période conflictuelle de la guerre de Cent Ans, il transforma l'ancien château en petite forteresse avec deux enceintes.
Le château est protégé aux angles par trois tours de gabarit différent et d’un pavillon carré à échauguette et mâchicoulis.
À la mort du connétable en juillet 1380, le château resta dans la famille de Laval : ainsi, il devint propriété du maréchal Gilles de Rais (exécuté en 1440), petit-neveu à la mode de Bretagne ― c'est-à-dire l'arrière-petit-cousin ― de Guy XII de Laval, le 2e mari de Jeanne de Tinténiac. Le domaine passa ensuite à Guy II de Laval-Loué († 1484), fils de Thibault et petit-fils de Guy Ier de Laval-Loué ci-dessus, puis à son fils Pierre de Laval-Montmorency de Loué (vers 1448-1528) et à ses descendants jusqu'en 1575 : Gilles Ier († 1556) et Gilles II de Laval († 1559) cèdent temporairement en 1547-1569 à Marmoutier, puis Jean de Laval (1542-1578), marquis de Nesle, comte de Joigny et de Maillé (Luynes), transfère le 24 novembre 1569 à sa sœur Gabrielle de Laval, épouse de François Aux-Epaules. Le 29 novembre 1575, ces derniers vendent le château et la terre de Montsabert à la famille d'Aubigné (François d'Aubigné) qui fit édifier la chapelle.
Par la suite d'autres propriétaires se succédèrent. Le 30 avril 1630, Pierre Le Maistre, gentilhomme de la Chambre, seigneur du Thoureil et Richebourg, mort le 22 février 1639, l'acquiert sur Suzanne Clausse, la veuve de Jean d'Aubigné. Il est le père de Claude Le Maistre, seigneur de Montsabert, mort en octobre 1685), dont la fille Anne Le Maistre (morte le 26 juillet 1711), héritière de la seigneurie de Montsabert (paroisse de Coutures) et de Richebourg (au Thoureil), en Anjou, épouse en novembre 1676 Marc-Anne Goislard (mort le 8 novembre 1712), conseiller au Parlement de Paris. Anne-Charles Goislard, conseiller au Parlement de Paris, fait l'aveu de Montsabert en février 1683 et est inhumé dans l'église de Coutures en octobre 1733.
Chacun apporta sa touche en rénovations et modifications. Construction d'une loggia, aménagement de la cour intérieure avec création d'une orangerie, installation d'une balustrade, agrandissement des fenêtres. Tous ces aménagements lui donnèrent un aspect de style Renaissance.
En 1752 (ou en mai 1756, avec Richebourg et Le Thoureil), les terres dépendantes du château de Montsabert furent érigées en comté pour Anne-Louis Goislard de Montsabert.
Au XIXe siècle, l'architecte angevin René Hodé restaura entièrement le bâtiment.
Au XXe siècle, le château fut inscrit aux Monuments historiques en date du 7 août 1986.
Durant plus d'une trentaine d'années, il fut un centre de colonie de vacances pour les enfants âgés de 3 à 10 ans de l'usine Francolor, devenue par la suite Francolor Kuhlmann, située sur les communes de Saint-Denis (Seine-Saint-Denis), Villers-Saint-Paul (Oise), Oissel (Seine-Maritime) et Saint-Clair-du-Rhône (Isère).